# Godfrey Harold Hardy
Godfrey Harold Hardy (Cranleigh, Anglia, 1877. február 7. – Cambridge, 1947. december 1.) angol matematikus, aki főleg a számelméletben és a matematikai analízisben ért el jelentős eredményeket. A zseniális indiai matematikus, Rámánudzsan (Ramanujan) mentora volt.

## Életpályája
A cambridge-i Trinity College-ban végzett 1899-ben, ahol 1900-tól kezdett dolgozni, 1906 és 1919 között matematikát tanított. John E. Littlewood kollégájával 1912-től kezdték közölni dolgozataikat a diofantoszi analízis elmélete, a divergens sorok összegzése, a Fourier-sorok, a Riemann-féle zéta-függvény, valamint a prímszámok eloszlása témakörökben. Közös munkájuk a 20. század egyik legjelentősebb matematikai együttműködése.
Azonnal felismerte a levélben hozzáforduló szegény indiai hivatalnok, Srínivásza Rámánudzsan zsenialitását, és meghívta magához, akivel 1914 és 1919 között dolgozott együtt, mentorkodott fölötte.
Hardy 1914-től tanár volt Cambridge-ben, 1919-ben Oxfordba költözött, ahol a geometria tanszék vezetője lett. 1928–1929-ben Princetonban volt vendégtanár. Visszatérte után haláláig Cambridge-ben volt professzor.

## Munkássága
Kutatási területei: matematikai analízis és számelmélet. Több mint 300 dolgozat és 11 könyv szerzője.

### Könyvei (válogatás)
- A Course of Pure Mathematics (1908), amely tíz kiadást ért meg,
- Inequalities (1934) (társszerző: J. E. Littlewood),
- The Theory of Numbers (1938) (társszerző: E.M. Wright),
- Divergent Series (1948),
- A Mathematician’s Apology (1940).

Több kitüntetés tulajdonosa, több szakmai, főleg matematikai társaság tagja, vezetője.